# Paycom Center
Paycom Center é um ginásio localizado em Oklahoma City, Oklahoma (EUA). É a casa do time de basquetebol da NBA Oklahoma City Thunder desde 2008. Alguns anos antes, foi sede do time New Orleans/Oklahoma City Hornets durante as temporadas 2005-2006 e 2006-2007 enquanto Nova Orleans se recuperava dos danos de Furacão Katrina.
Inaugurado em 8 de Junho de 2002 com o nome Ford Center, é considerado, do ponto de vista arquitetônico, o "irmão" do estádio Ford Field de Detroit. O nome, num contrato de naming rights, vem da companhia energética Chesapeake Energy Corporation.
Tem capacidade para 19.675 torcedores, podendo receber também jogos de hóquei no gelo, lutas de Wrestling e concertos. 
O ginásio passou por algumas renovações em 2011.